# 感度良好!中野涼子です
『感度良好!中野涼子です』（かんどりょうこう!なかのりょうこです）は、朝日放送ラジオ（ABCラジオ）で2017年10月7日から毎週土曜日に放送されている生ワイド番組。かつて「アイクル」というマイクネームで活動していた中野涼子の冠番組でもあるが、放送の時間帯は時期によって異なる（当該項で詳述）。

## 概要
2児の母親でもある中野が、「働くママの代表」として、トーク、映画や話題の本などのエンタテインメント情報、ニュースを織り交ぜながら生放送を進行。堀江政生がクラシック音楽の解説・藤崎健一郎（いずれも朝日放送テレビのアナウンサー）がニュースの解説を担当するほか、リスナーからのメッセージも紹介する。
ちなみに中野は、パーソナリティ担当期間中の2018年から、ピアノの演奏を練習中。当番組でも、過去に弾いたことのない楽曲の演奏に挑戦させるシリーズ企画を放送している。番組を宣伝するスポットCMも多彩で、演奏に挑戦中の音源を使用したバージョンや、『サザエさん』（フジテレビ制作のアニメ版）エンディング（「来週のサザエさん」や「サザエさんじゃんけん」など）のアレンジバージョンなどが存在する。
テーマ曲は、崎谷健次郎「RAGTIME ON THE RAG」（ベストアルバム「崎谷健次郎 BEST COLLECTION」と、オリジナルアルバム「SIGNS」に収録されている）

## 放送時間
いずれも毎週土曜日
- プロ野球シーズン 
  - 基本として13:00 - 17:00（2019年6月まで）
    - フルバージョンは、阪神タイガース戦をナイトゲームとして開催することがあらかじめ決まっている場合か、阪神戦の予定がない代わりに他球団がナイトゲームを開催する場合に限られる。阪神のデーゲームを中継する場合には、中継開始5分前までの短縮版として放送するほか、中継の前座コーナーを組み込む。この構成は、通年放送化後のプロ野球シーズンにも踏襲されている。
      - 中継を予定していた阪神のデーゲームが中継の開始前に中止された場合や、NPB（日本プロ野球）のデーゲーム自体が最初から組まれていない場合[注 2]には、中継を予定していた時間帯を含めてフルバージョンに切り替える。放送上は『ABCフレッシュアップベースボール』のスタジオバージョン（この場合「感度びんびんエディション」と称する[注 3])、編成上は雨傘番組として扱われているため、屋外球場でのデーゲームが予定されている日の新聞番組表には「[中止]中野涼子」、ABCラジオのホームページやradikoの番組表では「※上記の試合が中止の場合はスタジオより中野涼子がお送りします」とそれぞれ表記されている。
      - 2020年10月17日には、甲子園球場での「阪神×ヤクルト」戦が開催されるものとみなし13:55で一旦終了したが、雨のため試合開始が遅れ、14:20過ぎまで甲子園球場の放送席から放送した後、「感度びんびんエディション」として再開。その後、雨が弱まりグラウンド整備が始まったため14:50過ぎに再び甲子園球場からの中継に戻した。しかし、再び雨が強まり中止が決定したため、15:20過ぎまで甲子園球場の放送席から放送した後、再び「感度びんびんエディション」として17:00まで放送された。

    - 2018年7月28日は30分の短縮となり、16:30 - 17:00に「関西電力プレゼンツ ぴたっとーくスペシャル」（武田和歌子、坂口孝則出演）が放送された。
- プロ野球オフシーズン
  - 13:00 - 16:30（2018年度まで）
    - 前番組の『慶元まさ美のSounds Good!』では放送枠を通年で13:00 - 17:00に設定していたが、2018年度には『小堺一機と渡辺美里のスーパーオフショット』（ニッポン放送制作）の時差ネットを16:30 - 17:00に実施したため、当番組の放送枠を30分短縮した[注 4]。
- 通年
  - 基本として13:30 - 17:00（2019年7月6日 - 2021年3月27日）
    - 12:30 - 13:30に『週刊ニュース解説 辛坊治郎のズバリ&どうよ!』をレギュラーで編成することに伴って、当番組の放送開始時間を13:30に変更。放送時間も30分ずつ短縮している。このため中野は、自身の境遇と同番組パーソナリティの辛坊治郎にちなんで、「1時になっても2児の母　1時半まで辛抱（辛坊）よ!」というフレーズをオープニングの挨拶や告知CMで使用していた。
    - プロ野球のオフシーズンについては、『小堺一機と渡辺美里のスーパーオフショット』が2018年度で終了したため、2019年度から当番組の放送枠を13:30 - 17:00に設定している。

  - 基本として13:00 - 17:00（2021年4月3日 - 2022年12月31日）
    - 『週刊ニュース解説 辛坊治郎のズバリ&どうよ!』の放送終了に伴って、13:00からの放送を1年9か月振りに再開（12:30 - 13:00には『播戸竜二のバン!バン!バン!』を新たに放送）。これを機に、中野は阪神デーゲームの有無にかかわらず、『フレッシュアップベースボール』土曜日デーゲーム中継のスタジオMCを兼務する。なお、「1時になっても2児の母」というフレーズは、「1時半まで」以降のフレーズを「とにかく今は1時から!」に変更したうえで使用を続けている。
    - 8月の全国高等学校野球選手権大会開催期間中には、大会の全試合中継を優先する関係で、2022年まで当番組の放送を休止。中継を予定していた試合の中止が決まった場合には、通常編成へ戻すか、『サマースペシャル』（中野が出演しない雨傘番組）を放送することで対応していた[注 5]。
    - 2022年9月16日[注 6]には、15:00 - 17:00にかけて特別番組[注 7]を編成した関係で、当番組の生放送を15:00で切り上げた。

  - 基本として13:00 - 15:45、16:00 - 17:00（2023年1月7日 - 2023年7月1日）
    - 2023年に入ってからは、15:45からの15分間が『納得!お得!ラジオショッピング』（事前収録による単独番組）に充てられたため、当番組の放送時間を15分短縮。また、『納得!お得!ラジオショッピング』をはさんだ2部構成へ移行した（日曜日の同じ時間帯に放送される『STAR☆MUSIC☆SUNDAY』と共通の措置）。
    - 『ABCフレッシュアップベースボール』のデーゲーム中継や全国高等学校野球選手権大会中継を編成しない週の13:00 - 16:00に、2023年7月8日から『土曜日やんなぁ?』（ABCラジオの制作による東京都内のスタジオからの生放送番組）を編成すること[4]に伴って、この時間帯での放送を同月1日で終了。2023年の土曜日には4月1日から7月1日まで阪神のデーゲームがほぼ毎週組まれていたため、この時間帯でフルバージョンが最後に放送されたのは6月3日だった（当日は甲子園球場で阪神対千葉ロッテマリーンズ戦をナイトゲームで開催）。

  - 16:00 - 17:40（ナイトゲーム中継日）／基本として17:00 - 19:00（阪神のデーゲーム開催日、いずれも2023年7月8日 - ）
    - 阪神のデーゲーム中継を土曜日に編成する場合には、中野がスタジオアシスタントを引き続き兼務する。なお、2022年4月から土曜日の17時台に編成されていた『上田剛彦のなにわ音楽ハツラツ団』（生放送番組）は、放送枠移動の前週（2023年7月1日放送分）で終了。
    - 2023年の8月には、第105回全国高等学校野球選手権記念大会中継との兼ね合いで、第1週（開幕前日の5日[注 8]）から3週間にわたって放送を休止。放送枠移動後の土曜日で阪神がデーゲームの開催を再開した9月9日以降は、デーゲーム開催日における基本の放送開始時間を17:00に定めたうえで、デーゲーム中継の終了直後から19:00までの短縮放送で対応している。
    - 2024年度のデーゲーム実施日も、当番組は17時以後の放送となり、試合が延長した場合はその分短縮されるが、当該試合が中止、ないしは17時以前までに早く終了した場合でも繰り上げはせず、この場合小早川秀樹によるスタジオバージョンを生放送する。[5]
    - 2024年10月以降、17:40 - 55に『納得!お得!ラジオショッピング』を挟んでの放送となっている。
    - またこの年の8月は、3日にキダ・タロー追悼特番『キダメロディーは永遠に！」、10，17日は高校野球のため3週休止となった。

## 出演者
◎印の人物は、出演の時点で朝日放送テレビの現役アナウンサー。

### 現在（2023年7月8日以降）
- 中野涼子
- 堀江政生◎
  - 冠コーナーの「政生's クラシック」に出演。番組開始から2020年10月までは、番組内の「ABCニュース・天気予報」や、「週刊!堀江政生」→「堀江政生の気になる話題」（14時台のニュース解説コーナー）も担当していた。
  - 2018年以降の夏季には、道上洋三の病気療養や休暇によって『おはようパーソナリティ道上洋三です』のパーソナリティ代理を務めながら、当番組への出演も続けている。2020年1月11日には、桑原征平がインフルエンザに感染したことを受けて、当番組の本番前（午前中）に放送される生ワイド番組『征平・吉弥の土曜も全開!!』で桑原の代役を急遽担当。当番組への出演をはさんで、当初から決まっていた土曜深夜 - 日曜早朝の宿直勤務に就いていた。
- 藤崎健一郎◎（2020年11月7日 - ）
  - 堀江の担当コーナーの大半を引き継ぐ格好で、「藤崎キャッチ」（自身が気になっている話題を毎週1項目紹介するコーナー）と、番組内の「ABCニュース・天気予報」に出演。レギュラー出演を始める前にも、堀江が休演した回で代演したことがあった。
  - 2022年11月19日放送分では、体調を崩した中野（後述）に代わりパーソナリティを務めた。
  - 当番組の放送枠を夕方に移動してからは、当番組への出演と並行しながら、『土曜日やんなぁ?』内の「ABCニュース」（13・14時台）をABCラジオ本社のスタジオから担当。

### 過去
- タケモトコウジ
  - 『フレッシュアップベースボール』土・日曜日のスタジオMCを担当していた2020年度のプロ野球シーズンまで、上記の事情からスタジオバージョンへ切り替える場合に、デーゲーム中継を予定していた時間帯に出演していた。
  - 2021年度のプロ野球シーズンからは、中野が土曜日のデーゲーム限定でスタジオMCを兼務するため、スタジオバージョンも1人で進行。当番組の放送枠が夕方帯へ移ってからも、スタジオMCの兼務を続けることを予定している。

## 主なコーナー
以下はいずれも、放送枠を夕方に移動する前（2023年7月1日まで）のフルバージョンに準拠。一部のコーナーは、『ABCフレッシュアップベースボール』で中継を予定していた阪神のデーゲームが中止になった場合にも、『感度ビンビンエディション』の中で放送されていた。

●印を付けたコーナーは、夕方への移動後も継続。
- 映画は心のオアシス●
- 芸能ズバン!
- あなたの本棚にいかがですか?●
  - ポプラ社協力のもと、中野お薦めの本を紹介。紹介した本を、希望するリスナーから抽選で3名に1冊ずつ進呈する。
- ゲストコーナー●
- ABCニュース●（担当者を基本として堀江→藤崎に固定）
  - 夕方帯への移動後は、『土曜日やんなぁ?』内のニュースも藤崎が担当。
- 天気予報●
  - 当番組のスタジオがある朝日放送グループ本社屋のスカイテラスから、藤崎健一郎扮する「お天気お兄さんの『ケン坊』」が、携帯電話を通じて天気予報を伝える。藤崎が中学生・高校生時代を福島県内で過ごしていたことを背景に、「けん坊」がズーズー弁を披露することが特徴。
  - 放送枠を夕方帯へ移動するまでは、『ABCフレッシュアップベースボール』のデーゲーム中継を編成しない週の14時台前半に放送。2022年11月19日には、体調不良の中野に代わって藤崎がパーソナリティを務めたため、同僚アナウンサーの柴田博（通称「ピロシ部長」）が「お天気お兄さんの『ピロ坊』」に扮して天気予報を伝えた。
  - 放送枠を夕方帯へ移動してからは、基本として17時台に放送。
- 週刊!堀江政生→堀江政生の気になる話題→藤崎キャッチ●（2020年11月7日から放送）
  - 放送日までの1週間に報じられたニュースから、堀江→藤崎が気になった話題を解説するコーナー。放送枠を夕方帯へ移動するまでは、基本としてデーゲーム中継を編成しない週の14時台（前述した「天気予報」の後）に放送されていた。
  - 藤崎がパーソナリティを代行したことに伴って、堀江と柴田がスタジオに出演した2022年11月19日には、柴田・堀江の出演による2部構成のコーナー（「柴田キャッチ」「堀江キャッチ」）として放送した。なお、「藤崎キャッチ」は、夕方帯への移動後も放送を継続。
- 中野涼子。発信!（中野自身が気になった記事や話題を紹介するコーナー）
- 子育て進行中!
- 大人のための大人のうた
- ABC交通情報●
  - 放送枠を夕方帯へ移動するまでは、デーゲーム中継の有無にかかわらず、14時台に日本道路交通情報センターの高速吹田センター、15・16時台に大阪センターから伝えていた。
- 政生's クラシック●
  - クラシック音楽への造詣が深い堀江の冠コーナーで、ザ・シンフォニーホールなどで開催を予定しているクラシックコンサートの情報や聴きどころを紹介。日曜日の早朝に放送されている『堀江政生のザ・シンフォニーホールアワー』と同じく、ザ・シンフォニーホールを運営する滋慶学園グループが単独で提供している。
- 届け!この想い。ビンビン川柳
  - リスナーから思い出のエピソード、そのエピソードに関連する川柳、思い出の楽曲のリクエストをまとめて受け付けたうえで、その一部を紹介する。
- 中野涼子。○○への道●
  - 2018年6月からプライベートでピアノの演奏法を習っている中野が、今まで弾いた経験のない楽曲のワンコーラス演奏に一から挑戦するピアノチャレンジ企画で、放送上は挑戦する楽曲のタイトルを○○に挿入。生放送中の演奏を経て、番組スタッフが合否を判断する。
  - 番組のスタッフは、中野が演奏する様子を動画に収めた後に、twitterやFacebookの番組公式アカウントで公開。また、放送時間の短縮があらかじめ決まっている場合にも、中野を必ず演奏に臨ませている。
  - 放送上は、中野が挑戦を始めてから「合格」と判定されるまでの期間を「シーズン～」（～は挑戦した楽曲の通算曲数）と呼称。中野の演奏が「不合格」と判定された場合には、合格するまでシーズンを延長する。
  - 過去に挑戦した楽曲と、原曲の歌唱者は以下の通り。スタッフが演奏の途中で「合格には程遠い」と判断した場合には、課題曲と全く関係のない演奏音源を割り込ませることによって、中野の演奏を強制的に終わらせる。
    - シーズン1（2019年4月6日 - 6月8日）：「ボヘミアン・ラプソディ」（クイーン）
    - シーズン2（2019年6月15日 - 同月29日）：「少年時代」（井上陽水）
    - シーズン3（2019年7月6日 - 8月3日）：「世界で一番熱い夏」（プリンセス・プリンセス）
    - シーズン4（2019年8月24日 - 9月14日）：「宿命」（Official髭男dism）
    - シーズン5（2019年9月21日 - 10月26日）：「YOUR SONG」（エルトン・ジョン）
    - シーズン6（2019年11月9日 - 2020年4月18日）：「愛は勝つ」（KAN）
    - シーズン7（2020年4月25日 - 9月17日）：「恋におちて -Fall in love-」（小林明子）
    - シーズン8（2020年10月3日 - 12月19日）：「クリスマス・イブ」（山下達郎）
    - シーズン9（2021年1月9日 - 2月20日）：「恋におちて -Fall in love-」（小林明子）
      - 2021年2月21日にプライベートで控えているピアノ発表会に向けた再挑戦企画で、放送上のサブタイトルは「『恋に落ちて』への道super」。

    - シーズン10（2021年2月27日  - 6月12日）：「さよなら大好きな人」（花*花）
      - 6月12日放送分では、花*花をスペシャルゲストに迎えたことから、花*花の歌唱に合わせての伴奏が生放送で実現した。

    - シーズン11（2021年6月19日  - 10月16日）：「チャコの海岸物語」（サザンオールスターズ）
    - シーズン12（2021年10月23日  - 2022年1月15日）：「Butterfly」（木村カエラ）
      - 2021年12月上旬には、自身のピアノ発表会でも演奏。

    - シーズン13（2022年1月22日  - 3月19日）：「赤いスイートピー」（松田聖子）
    - シーズン14（2022年3月26日  - 7月2日）：「バンザイ 〜好きでよかった〜」（ウルフルズ）
      - 2022年4月20日には、ウルフルズがゲストで出演。

    - シーズン15（2022年7月9日  - 9月24日）：「Dynamite」（BTS）
    - シーズン16（2022年9月30日  - 11月12日／11月26日 - 2023年1月7日）：「やさしさに包まれたなら」（松任谷由実）
      - 2022年11月13日に万博記念公園（大阪府吹田市）の「お祭り広場」で開催された「ABCラジオまつり2022」では、中野のピアノ演奏によるイントロクイズを、『ドッキリ!ハッキリ!三代澤康司です』（2021年9月27日から毎週月曜日にパートナーを務めている生ワイド番組）のステージ企画「ドッキリ!ハッキリ!リズムにのって秋の大喜利大会です」で実施。中野は寒い雨天にもかかわらず、肌の露出が多いストラップレスドレス姿で演奏に臨んでいた[注 9]。もっとも、後に高熱で体調を崩したことから、19日の当番組と21日の『ドッキリ!ハッキリ!三代澤康司です』を休演している。

    - シーズン17（2023年1月14日  - 5月13日）：「卒業」（斉藤由貴）
      - 2023年4月29日（昭和の日）のフルバージョンでは、ゲストとしてスタジオに迎えたハラミちゃん（ピアニスト）の前で演奏した後に、ハラミちゃんが「お手本」代わりの演奏を即興で披露した。

    - シーズン18（2023年5月20日  - 9月30日）：「ハナミズキ」（一青窈）
      - 放送枠を夕方に移動する前週（7月1日）までに「合格」と判定されなかったため、移動後（同月8日）以降の放送でも継続。9月30日放送分での演奏については、番組スタッフが「合格」の判定を一旦差し戻したものの、後の審議で再び「合格」とみなされた。

    - シーズン19（2023年10月7日  - 2024年2月17日）：「飾りじゃないのよ涙は」（中森明菜）
    - シーズン20（2024年2月24日  - ）：「もう恋なんてしない」（槇原敬之）

## 番組グッズ
- けつペン
  - 当番組のロゴを軸に印字した「フリクション」（パイロットコーポレーション製のゲルインキボールペン）で、放送中に紹介された楽曲のリクエストやメッセージを投稿したリスナーから、2023年4月29日まで毎回抽選で3名に贈呈していた。
  - 「けつペン」という独自の名称は、ゲルインキを消せるラバーが「けつ」（尻＝後部）に付いていることに由来していて、著作権の存在を表すCマークをロゴに付けている。中野曰く「ダイエットグッズとして開発した」とのことで、リスナーが自宅でダイエットに向けたエクササイズへ取り組んでいる最中に宅配業者からの訪問を受けた際に、その業者が自身宛てに配送した荷物の受け取り証明の署名へ使うことを想定しているという。このような事情から、プレゼントの当選者に「けつペン」を送付する場合には、当番組が独自に作成した「取扱説明書」を現物に添えている。
- ピンカラマット
  - オカ株式会社とのコラボレーション企画で誕生した速乾バスマットで、2020年4月から毎月若干名のリスナーにプレゼント。当番組のタイトルと同音異字の「乾度良好」（バスマット）の製造・販売を同社が手掛けている縁で、当番組とのコラボレーションに至った。
- びんびんスパイス
  - 「けつペン」に代わるグッズとして、2023年5月6日からリスナーにプレゼント。中野によれば「山椒を効かせたスパイス」とのことで、リスナー1名につきチャック付きのパウチパック1袋を届けている。